# FC Schwelm 06
Der FC Schwelm 06 (offiziell: Fußballclub Schwelm 06 e. V.) war ein Sportverein aus Schwelm im Ennepe-Ruhr-Kreis. Die erste Fußballmannschaft spielte ein Jahr in der höchsten westfälischen Amateurliga.

## Geschichte
Der Verein wurde am 21. März 1906 gegründet, als sich die Straßenfußballmannschaften Germania und Westfalia zusammenschlossen und einen Verein gründeten. Im Jahre 1930 gelang den Schwelmern der Aufstieg in die seinerzeit erstklassige Bezirksliga Berg/Mark. Nach zwei fünften und einem sechsten Platz verpasste die Mannschaft 1933 die Qualifikation für die neu geschaffenen Gauliga Westfalen. Tiefpunkt der Saison 1932/33 war eine 1:14-Niederlage bei Fortuna Düsseldorf. Zweimal erreichten die Schwelmer die Aufstiegsrunde zur Gauliga Westfalen. Dabei scheiterten sie 1933 an Westfalia Herne und Union Recklinghausen und fünf Jahre später an Arminia Bielefeld.
Die ersten Jahre nach dem Zweiten Weltkrieg verliefen turbulent. Zunächst spielte der Verein ein Jahr in Westfalen und wechselte 1946 in den Bereich des Fußballverband Niederrhein. Dort stieg die Mannschaft prompt in die Kreisklasse ab und kehrte im Jahre 1951 zurück, bevor der Verein 1952 zurück nach Westfalen wechselte. Auf Anhieb gelang der Mannschaft der Aufstieg in die Landesliga, die seinerzeit höchste Amateurliga. Als Tabellenvorletzter der Saison 1953/54 ging es zurück in die Bezirksklasse. Im Jahre 1956 gelang der erneute Aufstieg, wobei die Landesliga nach der gleichzeitigen Einführung der Verbandsliga Westfalen nur noch die zweithöchste Amateurliga war. Mit einem Punkt Rückstand auf die Ballfreunde Ardey wurde auch im zweiten Anlauf der Klassenerhalt knapp verpasst.
Für die Schwelmer folgten Vizemeisterschaften hinter Westfalia Hagen 1958 und dem SV Boele-Kabel ein Jahr später. Zwischenzeitlich rutschten die Schwelmer in die 1. Kreisklasse bzw. Kreisliga A Hagen herab, ehe sich der Verein ab 1978 in der Bezirksliga etablieren konnte. Nach einer Vizemeisterschaft hinter dem VfL Winz-Baak im Jahre 1980 gelang drei Jahre später der erneute Aufstieg in die Landesliga, wo die Mannschaft in der Aufstiegssaison 1983/84 auf Anhieb Vizemeister hinter dem SC Hassel wurde.

## Persönlichkeiten
- Günter Preuß
- Rolf Rüssmann

## Nachfolgevereine

### SG 06/95 Schwelm
Im Jahre 1986 fusionierte der FC Schwelm 06 mit dem Verein SC Grün-Weiß Schwelm zur SG 06/95 Schwelm. Die SG 06/95 Schwelm übernahm den Platz des FC Schwelm 06 in der Landesliga und konnte sich dort halten. Der größte Erfolg war die Vizemeisterschaft hinter der SG Werne.

### VfB Schwelm
Im Jahre 1994 schloss sich die SG Schwelm dann mit den Sportfreunden Schwelm zum VfB Schwelm zusammen. Dieser hielt sich bis zum Jahr 2000 in der Landesliga und kehrte für die Saison 2006/07 nochmal in diese zurück. Im Jahre 2011 wurde der VfB nochmal Vizemeister der Bezirksliga hinter dem SC Hennen, ehe die Schwelmer 2013 in die Kreisliga A absteigen mussten. Fünf Jahre später folgte der Wiederaufstieg in die Bezirksliga.
Horst Bertram und Uwe Fecht wirkten als Trainer beim VfB Schwelm. Janine Angrick war Jugendspielerin beim VfB Schwelm und wurde später zur Bundesligaspielerin. Heimspielstätte des VfB Schwelm ist der Sportplatz am Brunnen.